# Teucholabis (Teucholabis) determinata
Teucholabis (Teucholabis) determinata is een tweevleugelige uit de familie steltmuggen (Limoniidae). De soort komt voor in het Oriëntaals gebied.